# 이은석 (범죄인)
이은석(1976년 8월 29일 ~ )은 대한민국의 경기도 과천시 가정 폭력 피해자이며, 동시에 폭력의 가해자인 아버지와 어머니를 살해하고 사체를 토막 낸 살인자이다. 부모의 가부장적 양육 태도에 의한 폭력의 희생양으로 가해자이면서 동시에 피해자라고 보는 시각도 있었으며
이 사건은 가정 환경의 중요성과 중용을 잃고 한쪽으로 크게 치우치는 아동 학대의 대물림을 세상에 알렸다.

## 사건
2000년 5월 24일 오전 7시 과천 중앙공원. 쓰레기를 수거하던 환경미화원에 의해 쓰레기 봉투 안에 사람의 발목이 있는 것이 발견되어 출동한 경찰은 쓰레기 수거장에 있던 모든 쓰레기봉투를 열어 하나씩 확인하여 왼쪽 손, 왼쪽 발, 왼쪽 대퇴부와 성인 여자의 것으로 보이는 오른쪽 발과 몸통과 대퇴부를 수거하였다.
발견된 시신을 근거로 피해자 부부의 차남 이은석이 2000년 5월 21일 새벽 양주를 마신 상태에서 경기도 과천시 별양동 주공4단지 자신의 집에서 모친을 망치로 살해하고 약 4시간 후 부친도 같은 방법으로 살해한 후 이틀에 걸쳐 시신을 토막 내 규격 쓰레기봉투와 쇼핑 봉투에 넣어 집 근처 중앙공원 쓰레기통, 과천시 별양동에 소재한 과천중앙고등학교 앞 홍촌천변, 과천 경마장 부근과 서울특별시 중구 명동 P호텔 쓰레기장 등 10여 곳에 유기하였다가 5월 25일 경찰의 가택 수사 과정에서 검거되었다.
사건 직후 경찰서 진술에서 "어쩔 수 없는 선택이었다. 미안하다고 말하기가 그렇게 어려웠나."라며 울먹이면서 “멸시와 형제 간 차별하는 부모를 내 인생의 방해자라고 생각하여 범행했다.”라고 말하고서 “지금은 후회하고 있다.”라고 밝혔다.

## 사건의 배경
존속 살해를 상대로 삼은 재판부의 판결이 무기징역으로 약간 느슨히 이루어진 데는 이은석이 자라온 가정환경의 특수성, 그 사람의 부모가 양육 과정에서 보인 무관심 내지 히스테릭한 가정폭력이 감안되어 있었다. 이은석의 아버지는 전형적인 군인으로 가정에는 무심했고, 군인 출신이라는 자부심이 강해 아들인 이은석과 이은석의 형에게 부하 장병들을 다루듯 군대식 교육을 시켰다. 모친은 종교에 지나치게 심취한 데다 자존심과 허영심이 강한 완벽주의자였고, 이은석과 이은석의 형에게 어린 시절부터 스파르타식의 강압적인 가정교육으로 길러 왔다. (이은석의 일기에서 발견된 부모의 교육 방식 중에는 이은석이 유치원생이던 시절에 신발끈을 제대로 못 묶는다고 때렸다거나 초등학교 4학년 때는 밥을 늦게 먹는다고 젓가락을 집어던져 유리창에 금이 갔었던 적도 있었다고 한다.) 이은석의 모친은 본인이 군사반란을 일으켜서 독재자가 되고 싶어했으나 여자라서 그 비뚤어진 꿈을 이루지 못했으며, 차선책으로 제2의 육영수가 되기 위해 장교와 결혼했으나 정작 남편 역시 육군 장교가 아니라 해병대 장교인 탓에 군사반란과는 거리가 멀었으며 중령으로 제대했다. 아들인 이은석에게 서울대학교로 진학하라고 강요했으나 이은석은 이를 거절하고 고려대학교에 진학했다. 이 탓에 이은석의 부모는 더욱 노골적으로 이은석을 학대했으며, 양쪽 부모 모두 이은석이 공군 복무 중이던 기간에는 단 한번도 면회를 하지 않았다고 한다. 또한 부부 관계도 원만한 편이 아니어서 이은석의 형은 초등학교 시절 친구 집에 놀러가서 친구의 부모가 같은 방을 쓰는 것에 충격받았다고 진술한 바 있다. 이은석의 부모는 이미 이은석의 형이 초등학생이던 시절부터 각방을 쓰고 있었던 것이다.
조사 과정에서 이은석의 부친과 모친도 그 부모에게서 비슷하게 양육받으면서 자라왔었다는 사실이 밝혀졌다. 이은석의 부친도 자신의 부친(즉 이은석의 조부)에게서 자신의 형(즉 이은석의 백부)과 차별받으면서 자라왔고, 해병대 장교로서 자기중심적인 면모가 강한 사람이었다. 이은석의 모친도 자신의 모친(즉 이은석의 외조모)에게서 스파르타식 교육을 받고 자랐는데, 소설책을 읽었다는 것만으로 맞은 적도 있었다고 한다. 명문 여자대학교를 졸업하고 장교였던 이은석의 부친과 혼인한 것도 본인이 한국 최초의 여성 대통령이 되거나 장교인 남편이 전 대통령 박정희나 전두환처럼 군인으로서 쿠데타를 일으켜서 정치에 입문해 독재자가 되고, 그럼으로써 자신도 영부인이 되기를 바란 점도 있었지만, 남편이 일찍 전역하는 바람에 그럴 수 없게 되자 남편에게는 미련을 끊고 아들의 출세에 매달렸다는 분석도 있다.
이은석의 형은 이은석의 범행을 전해 듣고 "그럴 수도 있다. 나는 동생을 이해한다."라며 이은석을 두둔하는 내용을 발언하는 바람에 공범 의혹이 일었지만 공범은 아니라는 사실이 밝혀졌다. 법정 진술에서 이은석의 형은 동생이 물론 용납될 수 없는 죄를 저지른 것임을 인정하면서도 "우리의 부모가 직장 상사가 부하 직원에게 갖는 만큼의 애정만 우리에게 줬어도 이런 일은 일어나지 않았을 것이다."라며 이은석을 변론하였다. 이은석의 형은 일찍부터 이은석과는 달리 대학에 입학하자마자 독립해 집을 나간 상태였고, 어려서부터 자신의 부모와 가정에 문제가 있음을 어렴풋이 느꼈으며, 부모의 가부장적 태도에 계속해 반항하고 싸우는 등, 이은석과는 반대되는 과격한 성격을 소유했다고 알려졌다.

## 재판
2000년 12월 1일 수원지방법원 형사11부장판사 백춘기는 1심에서 "피고인의 범행은 인간의 존엄과 가치를 전면적으로 부정할 뿐 아니라 사회의 기본이 되는 가족간의 신뢰를 무참히 짓밟는 것으로서 그 행위의 위험성과 사회적 악영향이 인간 범죄사에 기록될 수 있을 정도로 무겁다"며 "피고인에게 가장 엄중한 책임을 추궁함이 사회정의에 부합한다는 판단에서 법이 허용하는 최고형을 선고한다"며 "피고인의 부모가 다소 매정하게 교육시켜 왔던 것으로 보이나 피고인에 대한 꾸준한 지원과 사랑을 간직해 온 사정 등에 비춰볼 때 피고인에게 일방적인 학대만을 일삼던 비정상적인 부모라거나 최고 수준의 학교 교육을 받고 현역병으로 군복무까지 마친 피고인의 입장에서 극복할 수 없을 정도의 결함을 지녔다고 보이지 않는다"는 이유로 존속살인과 사체 유기 혐의로 사형을 선고했지만 형이 선처를 탄원하고 “이 씨의 범행은 모든 사람이 할 말을 잃을 정도로 부도덕한 것이지만 정신감정, 심리 분석 결과와 성장 과정 등을 종합해 보면 극도의 불안감과 절망감, 피해의식 등으로 인해 온전치 못한 정신 상태에서 범행을 저지른 점이 인정된다”는 서울고등법원 형사4부장판사 박국수에 의해 항소심에서 무기징역으로 감형되었고 대법원은 피고인의 상고를 기각하면서 무기징역이 확정되었다.

## 참고 문헌
- 이훈구 《미안하다고 말하기가 그렇게 어려웠나요》(이야기, 2001년) - 이은석의 가정사를 토대로 심리학자 이훈구가 펴낸 분석서. 그러나 이은석의 형이 "자기 동생의 허락 없이 책을 출간했다"는 이유로 소송을 걸어 2003년에 절판되었고, 당시 이훈구가 낸 1,000만 원은 이은석과 공동 명의로 재소자들의 자활을 돕는 단체인 [주교 공동사목위원회에 기부되었다.[7]
- 표창원 《프로파일러 표창원의 사건 추적 - 한국 사회를 뒤흔든 희대의 사건을 파헤치다》(지식의 숲, 2013년)